# Yayoi (popolo)
Gli Yayoi (弥生人?, Yayoi-jin) sono stati un gruppo etnico migrato verso l'arcipelago giapponese dal continente asiatico durante il periodo Yayoi (circa 300 a.C.-250 d.C.).
L'attuale popolo giapponese sarebbe nato dall'unione di questa popolazione con i Jōmon.

## Origine
Il periodo Yayoi della storia del Giappone inizia con l'introduzione della risicoltura da parte di popoli provenienti dal continente asiatico. Secondo una delle teorie più accreditate, le tecniche necessarie alla realizzazione delle prime risaie e alla loro irrigazione giunsero in terra giapponese attraverso la Cina. Prove genetiche e archeologiche sono state rinvenute sia in Giappone occidentale sia nella Cina orientale: tra il 1996 e il 1999, una squadra guidata da Satoshi Yamaguchi, ricercatore al Museo nazionale della scienza giapponese, fece una comparazione tra i resti Yayoi (nelle prefetture di Yamaguchi e Fukuoka) con quelli del primo periodo della dinastia Han nella provincia costiera di Jiangsu, trovando varie similitudini. I denti anteriori di due teschi Jiangsu erano stati estratti, una pratica comune nel periodo Yayoi e risalente al periodo Jōmon, ma anche dal punto di vista genetico vi erano delle somiglianze. Questi ritrovamenti suggeriscono che alcuni dei primi coltivatori di riso in Giappone arrivarono dalla regione dello Yangtze più di 2.000 anni fa. Dalla Cina giunsero probabilmente anche altri diversi oggetti e prodotti precedentemente ignoti al Giappone, come armi e utensili in bronzo e ferro.
In base a un'altra teoria, invece, la cultura Yayoi sarebbe stata portata in Giappone da migranti provenienti dalla penisola coreana. Questa teoria trova la sua forza nel fatto che la cultura Yayoi inizia sulla costa nord di Kyūshū, ossia nel punto dove il Giappone è più vicino alla Corea. Le ceramiche, i tumuli funerari e i metodi di conservazione del cibo tipici degli Yayoi si sono dimostrati molto simili a quelli dei popoli che abitavano la Corea meridionale. Inoltre vi era una consistente popolazione giapponese nel sud della Corea (Gaya) intorno al 300 a.C. (ed è per questo motivo che oggi le due nazioni affermano di essere stata una vassalla dell'altra).
Le origini di questa antica popolazione sono comunque ancora oggetto di dibattito e la teoria che vuole gli Yayoi il risultato dell'unione di diversi popoli è tenuta in grande considerazione. Secondo l'archeologo Charles T. Keally occorre tenere conto della possibilità che gli Yayoi discendando dai Jōmon, mutati nel fisico e nelle abitudini grazie al passaggio a una dieta migliore. Lo storico Ann Kumar ha presentato prove genetiche e linguistiche per dimostrare che alcuni Yayoi fossero di origine austronesiana; secondo diversi storici giapponesi, gli Yayoi e i loro antenati sarebbero invece nati nell'odierna provincia dello Yunnan, nella Cina meridionale.
Altre teorie suggeriscono che gli Yayoi fossero presenti su gran parte della penisola coreana, prima di venire cacciati e assimilati dai proto-coreani. Whitman invece teorizza che gli Yayoi non siano imparentati con i proto-coreani, ma che fossero presenti sulla penisola coreana durante il periodo delle ceramiche Mumun, perché la famiglia linguistica associata alla cultura Mumun e Yayoi fa parte delle lingue nipponiche.

## Antropologia fisica e genetica
L'arrivo delle popolazioni Yayoi in Giappone, oltre a rivoluzionare la dieta e la cultura degli abitanti dell'isola grazie all'introduzione dell'agricoltura e dello stile di vita sedentario, causò un netto cambiamento anche nella caratteristica fisica della popolazione. Il Giappone fino ad allora era abitato da tribù di cacciatori, raccoglitori e pescatori appartenenti alla popolazione autoctona Jōmon, i quali, rispetto agli Yayoi, apparivano più bassi, con avambracci più lunghi e gambe più corte, distanza tra gli occhi maggiori, visi più corti e ampi, e una topografia facciale più pronunciata. Gli Yayoi, di contro, erano più alti e slanciati e con il viso meno squadrato. Sembra che appartenessero principalmente all'aplogruppo O-M176 (O1b2), all'aplogruppo O-M122 (O2, in passato O3) e all'aplogruppo O-M119 (O1), tutti e tre tipici delle popolazioni sud-est ed est asiatiche.
Secondo Mitsuru Sakitani gli aplogruppi O1 e O1b2, quest'ultimo comune oggi nei coreani, nei giapponesi e in alcuni Manciù, sarebbero stati portati dalla civiltà Yangtze. Con il declino di quest'ultima, diverse tribù attraversarono la penisola di Shandong, la penisola coreana e l'arcipelago giapponese. Uno studio definisce l'aplogruppo O1b1 come una grande discendenza paterna austroasiatica e l'aplogruppo O1b2 (di coreani e giapponesi) come una discendenza paterna "para-austroasiatica".
Il moderno popolo Yamato discende prevalentemente dal popolo Yayoi ed è strettamente legato ad altre popolazioni dell'Asia orientale, in particolare coreani e cinesi Han. Si stima che la maggior parte dei giapponesi residenti a Tokyo abbia circa il 12% di origini Jōmon. Secondo uno studio, i giapponesi originari dell'entroterra avrebbero meno del 20% del genoma dei Jōmon.

## Società e cultura

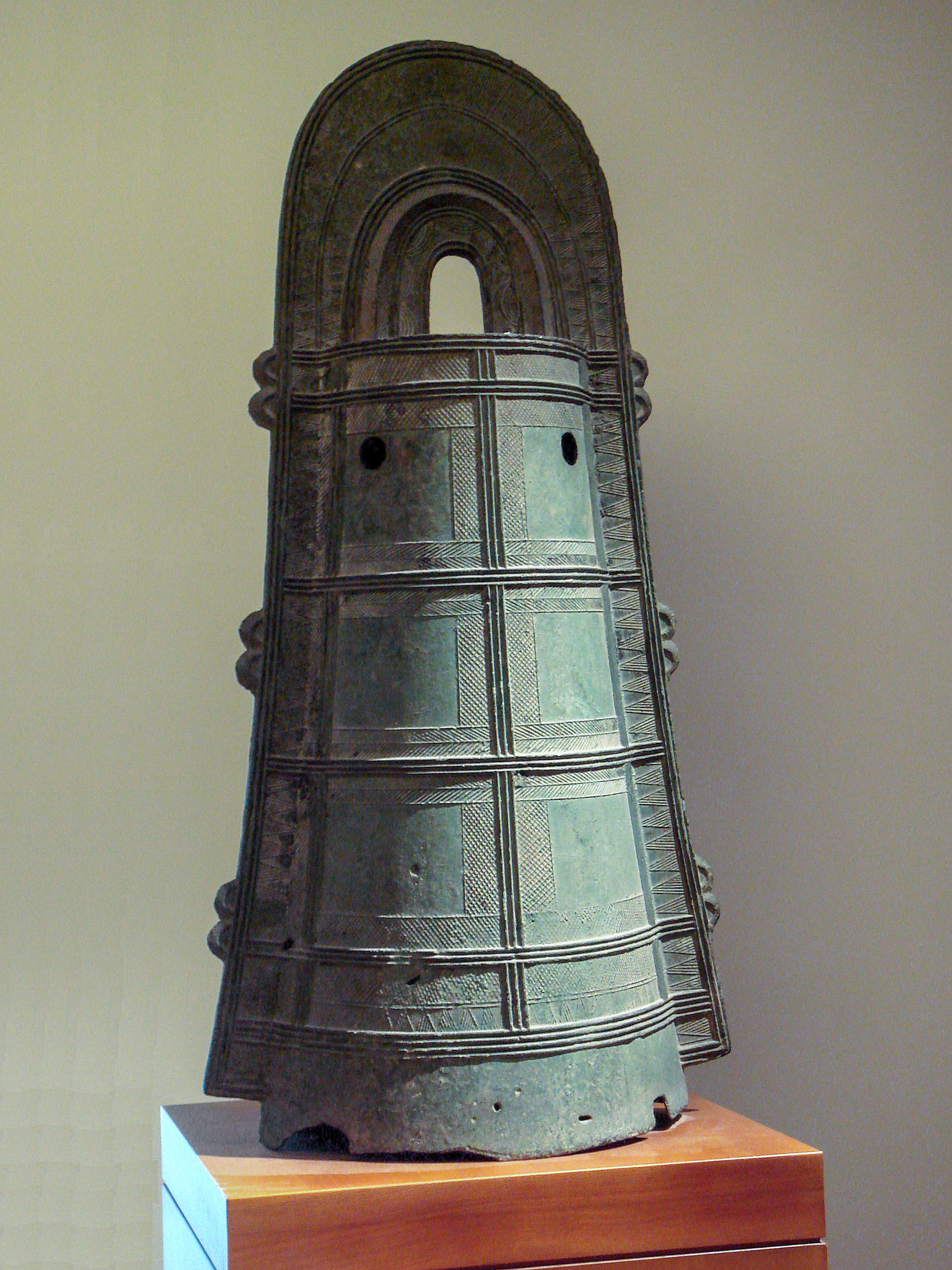
Una campana rituale (dōtaku) risalente al periodo Yayoi

Una volta giunti nel territorio giapponese, gli Yayoi si stabilirono nella zona più prossima alla penisola coreana, ovvero il nord di Kyūshū, prima di spostarsi e raggiungere successivamente il Giappone centrale. Attraverso le regioni del mare interno di Seto, giunsero alla zona nord-occidentale della baia di Ise attorno al 100 a.C., arrivando fino al nord-est di Honshū prima dell'inizio del I secolo d.C. Il Giappone settentrionale e l'isola di Hokkaidō rimasero invece in una sorta di fase Jōmon almeno fino all'VIII secolo.
Tra il periodo Jōmon ed il periodo Yayoi si assistette a un incremento della popolazione fino a due milioni di persone, probabilmente dovuto, oltre ai flussi migratori, al miglioramento delle condizioni di vita. Da un'alimentazione basata sulla caccia e la raccolta si passò infatti alla coltivazione, con la realizzazione delle prime risaie. Lo sfruttamento delle limitate risorse di minerali metalliferi permise inoltre la realizzazione di attrezzi agricoli in ferro, che portarono a loro volta a un migliore impiego dei terreni coltivabili. Il bronzo fu utilizzato per la produzione di armi, specchi e campane rituali, ma il periodo Yayoi vide notevoli progressi anche nella produzione di seta e gioielli e nella lavorazione del vetro e della ceramica: sebbene andò persa l'ornamentazione impressa a forte rilievo caratteristica del periodo precedente, le ceramiche Yayoi risultano essere di qualità superiore rispetto a quelle Jōmon, pur mantenendo inalterate alcune peculiarità.

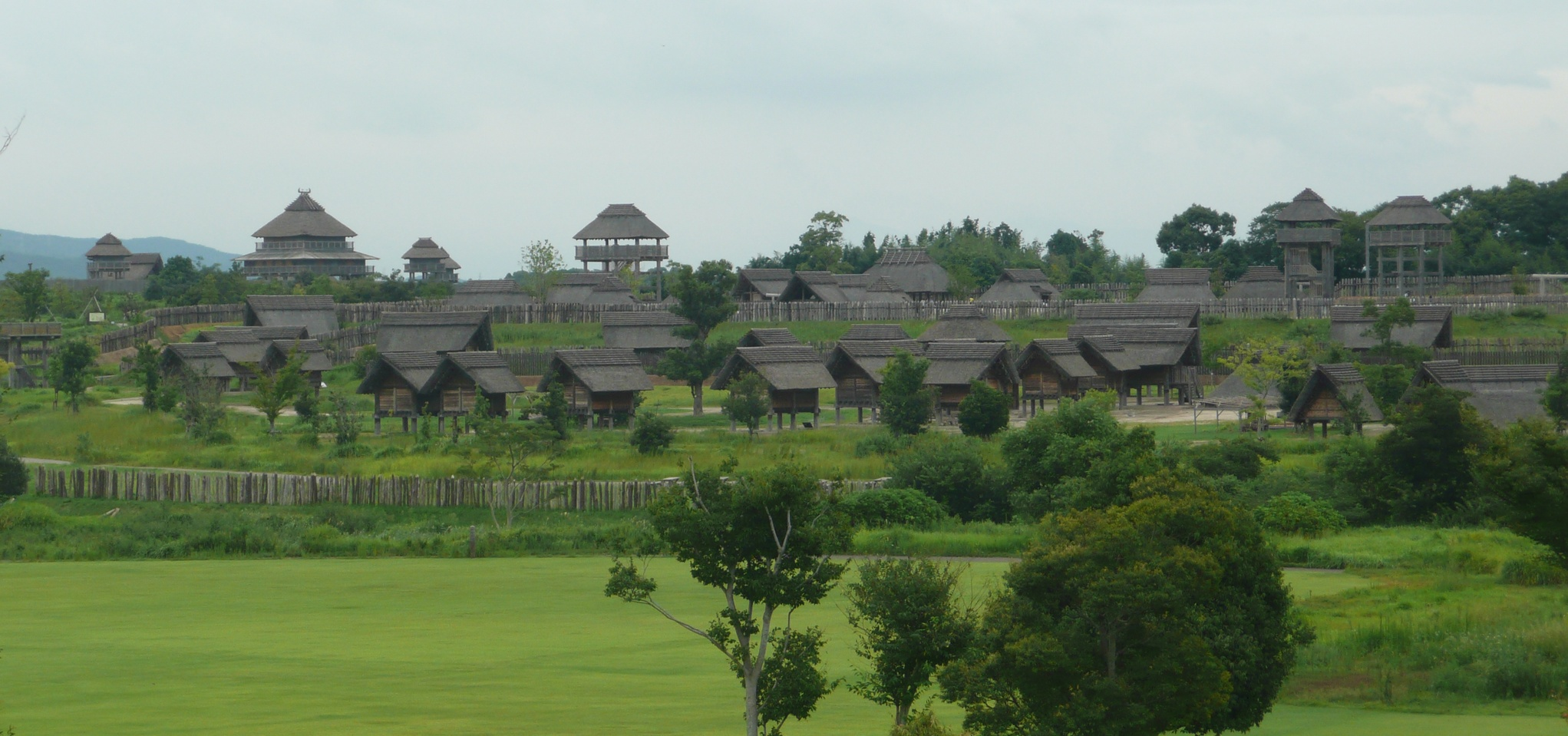
Ricostruzione di un villaggio Yayoi a Yoshinogari (prefettura di Saga)

Le comunità raggruppate si stabilirono in villaggi stabili grazie allo stimolo della produzione agricola. Le abitazioni erano capanne in legno sormontate da tetti di paglia e con il pavimento in terra battuta, talvolta poste in posizione sopraelevata grazie all'uso di rudimentali pilastri. A partire dal 100 d.C. l'organizzazione socio-politica delle comunità locali raggiunse un certo grado di evoluzione, dando via alle prime forme di scambi commerciali e ai primi mercati. La società assunse una struttura fortemente gerarchizzata, inducendo a una differenziazione della forza economica e militare tra i singoli clan (uji), che sarebbe stata alla base del processo di competizione per il potere culminato nell'istituzione di un governo centralizzato. Le realtà locali che disponevano di maggiori risorse potevano infatti ambire a un ruolo di spicco all'interno della comunità, ma con la diffusione delle armi spesso si ricorreva a scontri fisici per determinare chi avrebbe dovuto detenere il potere. Queste accese lotte interne portarono alla formazione di alleanze strategiche e all'istituzione di tanti piccoli regni.
La vita nei villaggi era scandita dalle fasi della coltivazione, e grande importanza assunsero i riti volti a propiziare il favore della natura, laddove il benessere delle comunità dipendeva da acqua, terra e sole, tutti elementi indispensabili per un buon raccolto. Monti, fiumi, alberi, cascate e vulcani erano venerati come divinità, o kami, riconducendo queste credenze a una forma primitiva dello shintoismo, intriso di influssi sciamanici e pratiche soprannaturali. Rispetto al periodo Jōmon i luoghi di sepoltura divennero più appariscenti, e i morti venivano seppelliti in giare di pietra o terracotta sormontate da tumuli, in cimiteri lontani dai villaggi. Un'usanza questa, che sarebbe diventata uno dei tratti distintivi del periodo successivo della storia del Giappone.